# PiCCO
PiCCO (Pulse Contour Cardiac Output, dt. Pulskontur-Herzzeitvolumen) ist eine von der Münchner Firma Pulsion Medical Systems entwickelte Methode zum Monitoring wichtiger Hämodynamik- und Kreislaufdaten von Patienten auf Intensivstationen. Auch die angebotenen Geräte tragen den Markennamen PiCCO. Eingesetzt wird das Verfahren zur Blutkreislauf- und Blutvolumenüberwachung bei Schock, akutem Atemnotsyndrom (ARDS), schwerer Herzschwäche, Polytrauma, Verbrennung und im Rahmen großer Operationen.

## Physiologischer Hintergrund
Die Methode bedient sich zur Kalibrierung zunächst der transpulmonalen Thermodilution zur Bestimmung des Herzzeitvolumens (HZV) nach der Stewart-Hamilton-Methode, die spätere kontinuierliche Messung des HZV erfolgt mittels Pulskonturanalyse. Im Vergleich zur Anwendung eines Pulmonaliskatheters bietet die kontinuierliche Messung zusätzliche Trendanalysen mit guter Steuerung des Flüssigkeitsbedarfs und die Vorteile der einfacheren und preiswerteren Handhabung. Nachteilig ist das Erfordernis einer regelmäßigen Rekalibrierung durch transpulmonale Thermodilution.

### Thermodilution
Bei der (transpulmonalen) Thermodilution wird ein festgelegtes Volumen einer auf unter 10 °C gekühlten isotonischen Kochsalz- oder Glukose-Lösung schnell und gleichmäßig zentralvenös injiziert. Die kalte Flüssigkeit durchläuft als Kältebolus den rechten Herzvorhof und die rechte Herzkammer, dann die Lungengefäße und das linke Herz, woraufhin sie in den Körperkreislauf strömt. Am Messpunkt, z. B. in der Femoralarterie, wird die Temperatur des vorbeiströmenden Blutes (mit der kalten Flüssigkeit) gemessen und eine sogenannte Thermodilutionskurve aufgezeichnet. Sie ist abhängig vom Herzzeitvolumen und der in den vasalen und extravasalen Kompartimenten liegenden Flüssigkeitsmenge. Die Vorlast für das Herz kann in Form des globalen enddiastolischen Volumens (GEDV) oder des intrathorakalen Blutvolumens (ITBV) abgeleitet werden; zusätzlich wird das extravasale Lungenwasser EVLW, ein Parameter für drohendes Lungenödem, errechnet. Zudem kann die Kontraktilität des Herzmuskels beurteilt werden (dPmax, GEF, CPI).
Kontraktilität, Vorlast und Nachlast sind nach dem Frank-Starling-Mechanismus Determinanten des Herzzeitvolumens.

### Pulskonturanalyse
Nach der initialen Kalibrierung kann das Herzzeitvolumen dann neben dem arteriellen Blutdruck kontinuierlich in Echtzeit durch eine Pulskonturanalyse verfolgt werden. Das Schlagvolumen ist hierbei proportional zu der Fläche unter dem systolischen Teil der Druckkurve; multipliziert mit der Schlagfrequenz ergibt sich das Herzzeitvolumen. Zusätzlich ist die Bestimmung der Schlagvolumenvariation und des systemischen Gefäßwiderstandes möglich. Das Prinzip der Pulskonturanalyse wurde 1899 von Otto Frank beschrieben.

## Messtechnik
Es werden zwei Katheter in den Patienten eingebracht:
- ein zentralvenöser Katheter, dessen Spitze herznah in der oberen Hohlvene liegt, sowie
- eine möglichst herznahe arterielle Kanüle, deren Spitze zusätzlichen einen Thermistor enthält. Bevorzugte Gefäße hierfür sind die Arteria axillaris, die Arteria brachialis oder die Arteria femoralis. Der Arterienkatheter kann gleichzeitig zur regulären Blutdruckmessung verwendet werden.

Aus der Laufzeit und der Verdünnung eines Bolus kalter Flüssigkeit zwischen den beiden Katheterspitzen können das Herzzeitvolumen sowie einige volumetrische Parameter für Vorlast und Lungenödem gemessen werden. Ein zusätzlicher Katheter mit Drucksensor in der Arteria pulmonalis (Swan-Ganz-Katheter) ist nicht erforderlich.

## Interpretation
Große Schwankungen der arteriellen Druckkurve unter der Beatmung sind neben den Vorlastparametern ITBV und GEDV ein weiteres Maß für eine positive Volumenreagibilität, das heißt für den Effekt von infundierter Flüssigkeit auf den Kreislauf. Eine vom PiCCO gemessene Schlagvolumenvariation (SVV) von über 10 bis 12 Prozent beim kontrolliert beatmeten Patienten ohne Herzrhythmusstörungen lässt auf einen Volumenmangel schließen.
Im Vergleich zu druckbasierten Methoden der Messung der Hämodynamik, wie dem Pulmonaliskatheter, werden hier „volumetrische“ Parameter gemessen. So wird beispielsweise die Vorlast beim Pulmonaliskatheter mittels Pulmonalarterienverschlussdrucks ("Wedgedrucks") abgeschätzt und vom PiCCO als intrathorakaler Blutvolumenindex ITBI gemessen, der als Grundlage das GEDV (Global enddiastolisches Volumen) hat. Andere Parameter, wie zum Beispiel Herzindex (CI) und systemischer Widerstandsindex (SVRI), werden bei beiden Verfahren gleichartig angegeben. Die Bestimmung eines Vorlastparameters, des Herzindex und des systemischen Widerstandes erlaubt es, Schockformen zu differenzieren und geeignete therapeutische Interventionen zu steuern. Um die gemessenen Parameter vergleichen zu können, empfiehlt sich eine Normalisierung auf die Körperoberfläche. Ein solcher Parameter wird als Index bezeichnet (Beispiel: ITBI versus ITBV).
Ob die Messung volumetrischer Parameter Vorteile gegenüber der Messung druckbasierter Parameter bietet, ist belegt, die Guidelines stellen ein volumetrisches Monitoring über ein Druckmonitoring. In mehreren Studien wurde eine Überlegenheit volumetrischer Messungen gegenüber Druckmessungen zumindest in der Vorhersage von der Auswirkung von Flüssigkeitsgaben auf die Herzauswurfleistung gezeigt. Volumetrische Strategien konnten auch Outcome-Effekte zeigen.
Die PiCCO-Messung stellt ein angebotsseitiges Monitoring dar (Sicherstellung der Sauerstoffbereitstellung an Organe). In der Rivers-Studie zur Behandlung der frühen Sepsis – einer der wenigen Studien, die Überlebensvorteile des hämodynamischen Monitorings bei septischem Schock belegen – wurde allerdings zusätzlich zum angebotsseitigen Monitoring die ScVO2 als verbrauchsseitiges Monitoring (Überwachung des Sauerstoffverbrauchs) zur Therapieoptimierung genutzt, um einen Überlebensvorteil sicherzustellen. Moderne Monitoringstrategien setzten auf die gleichzeitige Überwachung der Oxygenierungsbalance, also das Gleichgewicht zwischen Sauerstoffbereitstellung (DO2, Delivery O2) und Sauerstoffverbrauch (VO2, Consumption O2), was sich in der ScVO2 widerspiegelt.
Vorteile des PiCCO-Systems gegenüber dem Pulmonaliskatheter sind die längere mögliche Liegedauer des Messkatheters und die nicht notwendige Passage des Herzens und der Herzklappen bei der Katheteranlage. Die Reduzierung der Komplikation bei der Anlage und der Faktor Ökonomie sind da ein großer Erfolg. Beide Systeme sind auch im TISS-Score abzubilden.
Der Pulmonaliskatheter hat seinen Stellenwert im isolierten Rechtsherzversagen, aber in jeder anderen Schockform ist das PiCCO-Monitoring klar überlegen.
Die Kalibrierbarkeit des PiCCO Systems liefert in erster Linie physiologische Informationen über Fluss, Vorlast, Nachlast und Kontraktilität. In zweiter Linie wird durch die Rekalibrierung die kontinuierliche HZV-Messung an Extremsituationen angepasst. Dadurch werden Effekte durch Schock, Zentralisierung, Vasopressortherapie etc. kompensiert.